# Elektronikus Mérőkészülékek Gyára (Sashalom)
Az Elektronikus Mérőkészülékek Gyára alapításának közvetlen előzménye az 1940-es évek végén az akkori Orion Rádiógyárban kialakult helyzet volt. Az Orion műszerosztálya által gyártott szignálgenerátorok, oszcilloszkópok és impulzusgenerátorok igen jó szolgálatot tettek mind a hazai iparnak, mind exportviszonylatban.

## Alapítása
1950-ben már sokkal több készüléket kellett volna szállítani, mint amennyit az Orion kis létszámú műszerosztálya szállítani tudott. 1950 tavaszán pár mérnök, technikus és munkás magára vállalta, hogy az Orionból kiválva a hazai műszeripar keretein belül megteremti a korszerű elektronikus készülékek sorozatgyártásának alapját. A gyár alapítását az Amerikai Egyesült Államokból hazatért Striker György villamosmérnök javasolta, aki a gyár első főmérnöke lett. A Népgazdasági Tanács határozata alapján egy új gyárat kellett létesíteni 1950. július 1-jével. Az új gyár átmenetileg az újpesti Baeder-féle szappangyárban kapott helyet. Ugyanakkor az EMG-hez csatoltak még két kisebb üzemet, melyek híradástechnikai rezgő- és szűrőkristályokkal, továbbá különféle elektronikus mérő és orvosi készülékekkel bővítették a vállalat kezdeti szerény gyártmányválasztékát. Az 1950-es évek elején Magyarország és a Szovjetunió között létrejött kereskedelmi egyezmény olyan mennyiségű, és annyira sokféle termék szállítását vállalta, hogy az akkor már nyolc telephelyen működő vállalat keretei között ez már nem volt megoldható. Új, korszerű telephelyet kellett létesíteni, és Sashalmon 1952-ben megkezdődött az építkezés.

## Szervezete
- 1950-1971 között a gyár egy telephelyen (Sashalom) egységes vezetés alatt működött.
- 1971-től részleges önállóságú gyáregységi szervezetként három budapesti és egy esztergomi gyáregységgel, de egységes vállalatként működött.
- 1976-tól az Esztergomi Gyáregység Medicor vállalathoz történt csatolása után szervezeti egységként a budapesti gyáregységek maradtak.
- 1990-ben EMG többségi tulajdonnal hét önálló társasággá alakult.

## A vállalat felső vezetői
Vállalatvezetők, igazgatók, vezérigazgatók
- Újhegyi István, 1950
- Szabó Ferenc, 1951
- Stiasny Dénes, 1952
- Letzter Pál, 1952–1954
- Kiskapusi László, 1954–1978
- Kiss Jovák József, 1978–1986
- K. Szabó Zoltán, 1986–1991

Fejlesztési vezetők, főkonstruktőrök
- Fülöp Ferenc
- Hampel Antal
- Balthes Henrik
- Papp Ferenc
- Klatsmányi Árpád
- Győri Sándor
- Raucsik Mihály
- Szövényi-Lux Endre

## Profilja
1954-re elkészült az építkezés, és kialakult a gyár fő termelési profilja. Alapvetően két nagy gyártmánycsoport alakult ki: a villamos és a nemvillamos mennyiségek mérésére szolgáló elektronikus készülékek családja. A profil az évek során új gyártmány családokkal bővült.

### Villamos mennyiségek mérésére
- Oszcilloszkópok
- Hangfrekvenciás generátorok
- Rádió és ultrafrekvenciás szignálgenerátorok
- Impulzus és egyéb jelalak generátorok
- Mikrohullámú műszerek
- jelalak generátorok
- Frekvencia és hullámmérők
- Fénymérők

### Nem villamos mennyiségek mérésére
- Fordulatszámmérők
- Digitális építő rendszerek
- Digitális számoló és számítógépek
- Áramforrások
- Ipari mérőkészülékek
- Orvosi vizsgálókészülékek
- Regisztráló készülékek
- Rezgő- és szűrőkristályok

## Új fejlesztések
- 1954-1956 Rádióamatőr SERVOTEST mérőműszerek (oszcillátor, oszcilloszkóp, szignálgenerátor, csővoltmérő. Kialakult az ipari mérőkészülékek családja is, így nyúlásmérő bélyeg, nedvességmérők, pH mérő, denzitásmérő. Orvosi vizsgálókészülékek (elektrokardiográf, Audiometer)
- 1957 Nukleáris mérőkészülékek sorozatgyártása. (A prototípusokat a KFKI készítette el.) Hordozható GM csöves sugárzásmérő, sugárzásszámláló, sugárzásátlagmérő és a többi nukleáris készülék.

A tv-technikához hordozható tv jel- és képminta generátor, tv készülékvizsgáló, kétsugaras oszcilloszkóp, időmérő oszcilloszkóp.
- 1960 Orvosi műszerek Antonov programja (elektrokardiográf, fonokardiográf, balliszto- din. kardiográf, elektromanométer, reográf, elektroenkefalográf, pulso-tachometer)

UHF szignálgenerátor, egy- és kétsugaras nagyfrekvenciás oszcilloszkópok betolható előerősítőkkel.
Tranzisztoros mérőkészülékek
- 1962 Digitális vezérlő és szabályozó rendszerek, adatfeldolgozó berendezések építéséhez logikai áramkörök. Megindult a Hunor elektronikus digitális számológépek fejlesztése.
- 1965 Modulrendszerű digitális számítógép fejlesztése. EMG 830-10 és EMG 830-20  2. generációs számítógépek
- 1970 Sokcsatornás analizátorok. A programozható digitális feszültségmérők, digitális frekvencia- és időmérők, impulzusgenerátorok teljesen automatikus rendszerbe is beépíthetőek.
- 1967–1972 Komplex gyártmánycsaládok kialakítása, melyek variálhatósága révén egy-egy meghatározott szakterületen belül előforduló legtöbb mérési feladat elvégzésére alkalmasak.
- 1974 Programozható elektronikus számológépek.EMG 666
- 1978-ban kifejlesztették a Hunor márkanevű CNC szerszámgép vezérlés családot.
- 1980-85 között kifejlesztették a számítógép vezérelt mérőautomata családot beültetés előtti alkatrészek, továbbá szereletlen és szerelt nyomtatott áramköri lapok in-circuit és funkcionális vizsgálatára.

A gyárnak 236 megadott szabadalma volt.

## Az EMG fejlődése
1963. július 1-jével a gyárhoz csatolták az Elektromos Készülékek és Mérőműszerek Gyárának esztergomi gyáregységét. Kezdetben ez kizárólag reléket gyártott, de most előtérbe került az orvosi diagnosztikai műszerek gyártása, majd az elektronikus mérőkészülékek gyártása is.
1966-ra a termelés felfutása megkövetelte a sashalmi bővítést is. Három új szerelőcsarnok épült, valamint bővült az esztergomi gyáregység is.
1960-1980 között a gyárnak saját sporttelepe, uszodája, kultúrháza és három üdülője épült.
A dolgozók legmagasabb létszáma 3100 alkalmazott, köztük 240 mérnök volt.
1971-ben a számítógép profilt a Videotonhoz, 1976-ban az orvosi műszer profilt a Medicor Művekhez csatolták.

## Humán és szociálpolitika
A humánpolitika az alkalmazottak szakmai színvonalának rendszeres növelésére irányult.
Ennek keretében:
- folyamatosan növelte a magasabban képzett alkalmazottak felvételét,
- a szakmunkás képzés érdekében tanműhelyt tartott fenn,
- anyagilag és oktatók küldésével támogatta a környék több szakközépiskoláját.

Szociálpolitika terén
- sporttelepet, uszodát
- három üdülőt
- kultúrházat, rendszeres oktatási és kulturális rendezvényekkel

tartott fenn.

## Megszűnése
A gyárat a rendszerváltás után - az akkori terminológia szerint - termelési adó tartozása miatt az adóhivatal kezdeményezésére 1991-től kezdődően felszámolták. Helyén az EMG ipari park, sok kis és középvállalattal üzemel.